# Liga de Campeones de la CAF 2021-22
La Liga de Campeones de la CAF 2021-22, llamada Total CAF Champions League 2021-22 por razones de patrocinio; fue la 58.ª edición del torneo de Fútbol a nivel de clubes más importante de África organizado por la Confederación Africana de Fútbol y la 26.ª edición bajo el formato de Liga de Campeones de la CAF.
El ganador de esta competición enfrentó al campeón de la Copa Confederación de la CAF 2021-22 en la Supercopa de la CAF 2022 y participará del Mundial de Clubes 2022.

## Participantes
Participaron 54 equipos de 42 federaciones que cumplen con la licencia exigida. Los equipos que aparecen en negrita avanzaron directamente a la segunda ronda.
| Asociaciones que clasificaron a dos equipos (Puestos 1–12) | Asociaciones que clasificaron a dos equipos (Puestos 1–12) | Asociaciones que clasificaron a dos equipos (Puestos 1–12)              |
| Asociación                                                 | Equipo                                                     | Método de clasificación                                                 |
| ---------------------------------------------------------- | ---------------------------------------------------------- | ----------------------------------------------------------------------- |
| Marruecos (1.º) - 190 pts.                                 | Wydad Casablanca                                           | Campeón de la Botola 2020-21                                            |
| Marruecos (1.º) - 190 pts.                                 | Raja Casablanca                                            | Subcampeón de la Botola 2020-21                                         |
| Egipto (2.º) - 167 pts.                                    | Zamalek                                                    | Campeón de la Liga Premier de Egipto 2020-21                            |
| Egipto (2.º) - 167 pts.                                    | Al-AhlyCV                                                  | Subcampeón de la Liga Premier de Egipto 2020-21                         |
| Túnez (3.º) - 140 pts.                                     | Espérance de Tunis                                         | Campeón de la Liga Profesional de Túnez 2020-21                         |
| Túnez (3.º) - 140 pts.                                     | Étoile du Sahel                                            | Subcampeón de la Liga Profesional de Túnez 2020-21                      |
| República Democrática del Congo (4.º) - 83 pts.            | TP Mazembe                                                 | Campeón de la Linafoot 2020-21                                          |
| República Democrática del Congo (4.º) - 83 pts.            | Maniema Union                                              | Subcampeón de la Linafoot 2020-21                                       |
| Argelia (5.º) - 81 pts.                                    | CR Belouizdad                                              | Campeón del Campeonato Nacional de Argelia 2020-21                      |
| Argelia (5.º) - 81 pts.                                    | ES Sétif                                                   | Subcampeón del Campeonato Nacional de Argelia 2020-21                   |
| Sudáfrica (6.º) - 68.5 pts.                                | Mamelodi Sundowns                                          | Campeón de la Premier Soccer League 2020-21                             |
| Sudáfrica (6.º) - 68.5 pts.                                | AmaZulu                                                    | Subcampeón de la Premier Soccer League 2020-21                          |
| Zambia (7.º) - 43 pts.                                     | ZESCO                                                      | Campeón de la Primera División de Zambia 2020-21                        |
| Zambia (7.º) - 43 pts.                                     | Zanaco                                                     | Subcampeón de la Primera División de Zambia 2020-21                     |
| Nigeria (8.º) - 39 pts.                                    | Akwa United                                                | Campeón de la Liga Premier de Nigeria 2020-21                           |
| Nigeria (8.º) - 39 pts.                                    | Rivers United                                              | Subcampeón de la Liga Premier de Nigeria 2020-21                        |
| Guinea (9.º) - 38 pts.                                     | Horoya                                                     | Campeón del Campeonato Nacional de Guinea 2020-21                       |
| Guinea (9.º) - 38 pts.                                     | CI Kamsar                                                  | Subcampeón del Campeonato Nacional de Guinea 2020-21                    |
| Angola (10.º) - 36 pts.                                    | Sagrada Esperança                                          | Campeón de la Girabola 2020-21                                          |
| Angola (10.º) - 36 pts.                                    | Petro de Luanda                                            | Subcampeón de la Girabola 2020-21                                       |
| Sudán (11.º) - 29.5 pts.                                   | Al-Merreikh                                                | Campeón/Subcampeón de la Primera División de Sudán 2020-21              |
| Sudán (11.º) - 29.5 pts.                                   | Al-Hilal                                                   | Campeón/Subcampeón de la Primera División de Sudán 2020-21              |
| Tanzania (12.º) - 16.5 pts.                                | Simba                                                      | Campeón de la Liga tanzana de fútbol 2020-21                            |
| Tanzania (12.º) - 16.5 pts.                                | Young Africans                                             | Subcampeón de la Liga tanzana de fútbol 2020-21                         |
| Asociaciones que clasificaron a un equipo                  |                                                            |                                                                         |
| Asociación                                                 | Equipo                                                     | Método de clasificación                                                 |
| Camerún (13.º) - 14 pts.                                   | Fovu Baham                                                 | Representante de la Primera División de Camerún                         |
| Senegal (14.º) - 13 pts.                                   | Teungueth                                                  | Campeón de la Liga senegalesa de fútbol 2020-21                         |
| Libia (15.º) - 11 pts.                                     | Al-Ittihad                                                 | Campeón de la Liga Premier de Libia 2020-21                             |
| Costa de Marfil (15.º) - 11 pts.                           | Mimosas                                                    | Campeón de la Primera División de Costa de Marfil 2020-21               |
| Kenia (17.º) - 9 pts.                                      | Tusker                                                     | Campeón de la Liga Keniana de Fútbol 2020-21                            |
| Zimbabue (18.º) - 8 pts.                                   | Platinum                                                   | Campeón de la Liga Premier de Zimbabue 2020                             |
| República del Congo (18.º) - 8 pts.                        | Otôho                                                      | Campeón de la Primera División del Congo 2021                           |
| Mali (20.º) - 6.5 pts.                                     | Stade Malien                                               | Campeón de la Primera División de Malí 2020-21                          |
| Mozambique (20.º) - 6.5 pts.                               | UD Songo                                                   | Campeón de Moçambola 2020                                               |
| Uganda (22.º) - 6 pts.                                     | Express                                                    | Campeón de la Liga Premier de Uganda 2020-21                            |
| Burkina Faso (23.º) - 5 pts.                               | SONABEL                                                    | Campeón de la Liga Premier de Burkina Faso 2020-21                      |
| Ghana (24.º) - 4 pts.                                      | Hearts of Oak                                              | Campeón de la Liga de fútbol de Ghana 2020-21                           |
| Ruanda (25.º) - 3 pts.                                     | APR                                                        | Campeón de la Primera División de Ruanda 2020-21                        |
| Suazilandia (25.º) - 3 pts.                                | Royal Leopards                                             | Campeón de la Premier League de Suazilandia 2020-21                     |
| Benín (27.º) - 2.5 pts.                                    | ESAE                                                       | Representante de la Premier League de Benín                             |
| Mauritania (27.º) - 2.5 pts.                               | Nouadhibou                                                 | Campeón de la Ligue 1 Mauritania 2020-21                                |
| Botsuana (29.º) - 2 pts.                                   | Jwaneng Galaxy                                             | Representante de la Liga Premier de Botsuana                            |
| Etiopía (29.º) - 2 pts.                                    | Fasil Kenema                                               | Campeón de la Liga etíope de fútbol 2020-21                             |
| Togo (30.º) - 2 pts.                                       | ASKO Kara                                                  | Campeón de la Campeonato nacional de Togo 2020-21                       |
| Gabón (31.º) - 1 pt.                                       | Bouenguidi Sport                                           | Representante de la Primera División de Gabón                           |
| Burundi                                                    | Le Messager                                                | Campeón de la Primera División de Burundi 2020-21                       |
| Yibuti                                                     | Arta/Solar7                                                | Campeón de la Primera División de Yibuti 2020-21                        |
| Guinea Ecuatorial                                          | Akonangui                                                  | Representante de la Primera División de Guinea Ecuatorial               |
| República Centroafricana                                   | DFC 8ème                                                   | Campeón del Campeonato de fútbol de la República Centroafricana 2020-21 |
| Gambia                                                     | Fortune                                                    | Campeón de la Liga de fútbol de Gambia 2020-21                          |
| Liberia                                                    | LPRC Oilers                                                | Campeón de la Primera División de Liberia 2020-21                       |
| Malaui                                                     | Bullets                                                    | Representante de la Super Liga de Malaui                                |
| Níger                                                      | GN                                                         | Campeón de la Primera División de Níger 2020-21                         |
| Somalia                                                    | Mogadishu City                                             | Representante de la Primera División de Somalia                         |
| Zanzíbar                                                   | KMKM                                                       | Campeón de la Primera División de Zanzíbar 2020-21                      |

Asociaciones que no participaron de esta edición
- Chad
- Comoras
- Eritrea
- Cabo Verde
- Guinea-Bisáu
- Namibia
- Madagascar
- Mauricio
- Santo Tomé y Príncipe
- Seychelles
- Sierra Leona
- Sudán del Sur
- Lesoto
- Reunión

## Calendario
El calendario de la competencia fue confirmado por la CAF.
| Fase              | Ronda            | Fecha de sorteo         | Partido de ida              | Partido de vuelta           |
| ----------------- | ---------------- | ----------------------- | --------------------------- | --------------------------- |
| Clasificatoria    | 1.ª ronda        | 13 de agosto de 2021    | 10-12 de septiembre de 2021 | 17-19 de septiembre de 2021 |
| Clasificatoria    | 2.ª ronda        | 13 de agosto de 2021    | 15-17 de octubre de 2021    | 22-24 de octubre de 2021    |
| Fase de grupos    | Fecha 1          | 28 de diciembre de 2021 | 11-13 de febrero de 2022    | 11-13 de febrero de 2022    |
| Fase de grupos    | Fecha 2          | 28 de diciembre de 2021 | 18-20 de febrero de 2022    | 18-20 de febrero de 2022    |
| Fase de grupos    | Fecha 3          | 28 de diciembre de 2021 | 25-27 de febrero de 2022    | 25-27 de febrero de 2022    |
| Fase de grupos    | Fecha 4          | 28 de diciembre de 2021 | 11-13 de marzo de 2022      | 11-13 de marzo de 2022      |
| Fase de grupos    | Fecha 5          | 28 de diciembre de 2021 | 18-20 de marzo de 2022      | 18-20 de marzo de 2022      |
| Fase de grupos    | Fecha 6          | 28 de diciembre de 2021 | 1-3 de abril de 2022        | 1-3 de abril de 2022        |
| Fase eliminatoria | Cuartos de final | 5 de abril de 2022      | 15-16 de abril de 2022      | 22-23 de abril de 2022      |
| Fase eliminatoria | Semifinales      | 5 de abril de 2022      | 6-7 de mayo de 2022         | 13-14 de mayo de 2022       |
| Fase eliminatoria | Final            | 5 de abril de 2022      | 30 de mayo de 2022          | 30 de mayo de 2022          |

## Fase de clasificación
El sorteo de las eliminatorias se celebró el 13 de agosto de 2021 en la sede de la CAF en El Cairo, Egipto. En las rondas de clasificación, cada eliminatoria se jugó de ida y vuelta a doble partido. Si el resultado global estaba empatado después del partido de vuelta, se aplicó la regla del gol de visitante y, si siguía empatado, no se jugaba tiempo extra y una tanda de penales se utilizaba para determinar el ganador (Reglamentos III. 13 y 14).

### Primera ronda
Los partidos de ida se jugaron entre el 10 y 12 de septiembre, la vuelta fue entre el 17 y 19 de septiembre de 2021.
| Equipo 1          | Agr.         | Equipo 2        | Ida       | Vuelta |
| ----------------- | ------------ | --------------- | --------- | ------ |
| CI Kamsar         | 0–2          | Hearts of Oak   | Cancelado | 0–2    |
| LPRC Oilers       | 4–2          | ASKO Kara       | 3–0       | 1–2    |
| SONABEL           | 0–4          | Stade Malien    | 0–1       | 0–3    |
| GN                | 2–1          | Le Messager     | 1–1       | 1–0    |
| KMKM              | 0–4          | Al-Ittihad      | 0–2       | 0–2    |
| Arta/Solar7       | 1–4          | Tusker          | 1–1       | 0–3    |
| Mogadishu City    | 1–2          | APR             | 0–0       | 1–2    |
| Bouenguidi Sport  | 1–3          | Maniema Union   | 1–1       | 0–2    |
| AmaZulu           | 3–2          | Bullets         | 0–1       | 3–1    |
| Jwaneng Galaxy    | 2–1          | DFC 8ème        | 2–0       | 0–1    |
| Young Africans    | 0–2          | Rivers United   | 0–1       | 0–1    |
| Fasil Kenema      | 3–3 (v.)     | Al-Hilal        | 2–2       | 1–1    |
| Teungueth         | 0–2          | Mimosas         | 0–1       | 0–1    |
| Akwa United       | 1–2          | CR Belouizdad   | 1–0       | 0–2    |
| UD Songo          | 1–1 (3-4 p.) | Otôho           | 1–0       | 0–1    |
| Fovu Baham        | 2–2 (v.)     | Petro de Luanda | 2–2       | 0–0    |
| ESAE              | 1–3          | Nouadhibou      | 1–1       | 0–2    |
| Fortune           | 3–3 (4-5 p.) | ES Sétif        | 3–0       | 0–3    |
| Sagrada Esperança | 0–0 (5-3 p.) | Platinum        | 0–0       | 0–0    |
| Royal Leopards    | 2–2 (v.)     | ZESCO           | 1–0       | 1–2    |
| Express           | 2–2 (v.)     | Al-Merreikh     | 2–1       | 0–1    |
| Akonangui         | 0–3          | Zanaco          | 0–2       | 0–1    |

### Segunda ronda
Esta fase la formaron 32 equipos, 10 clasificados directamente y 22 ganadores de la Primera ronda. Los partidos de ida se jugaron entre el 15 y 17 de octubre, la vuelta fue entre el 22 y 24 de octubre de 2021. Los 16 equipos que ganaron sus respectivas llaves avanzaron a la Fase de grupos.
| Equipo 1          | Agr.     | Equipo 2           | Ida | Vuelta |
| ----------------- | -------- | ------------------ | --- | ------ |
| Hearts of Oak     | 2–6      | Wydad Casablanca   | 1–0 | 1–6    |
| LPRC Oilers       | 0–4      | Raja Casablanca    | 0–2 | 0–2    |
| Stade Malien      | 1–3      | Horoya             | 0–1 | 1–2    |
| GN                | 2–7      | Al-Ahly            | 1–1 | 1–6    |
| Al-Ittihad        | 0–1      | Espérance de Tunis | 0–0 | 0–1    |
| Tusker            | 0–5      | Zamalek            | 0–1 | 0–4    |
| APR               | 1–5      | Étoile du Sahel    | 1–1 | 0–4    |
| Maniema Union     | 2–4      | Mamelodi Sundowns  | 2–2 | 0–2    |
| AmaZulu           | 1–1 (v.) | TP Mazembe         | 0–0 | 1–1    |
| Jwaneng Galaxy    | 3–3 (v.) | Simba              | 0–2 | 3–1    |
| Rivers United     | 1–2      | Al-Hilal           | 1–1 | 0–1    |
| Mimosas           | 3–3 (v.) | CR Belouizdad      | 3–1 | 0–2    |
| Otôho             | 2–4      | Petro de Luanda    | 2–2 | 0–2    |
| Nouadhibou        | 3–3 (v.) | ES Sétif           | 3–1 | 0–2    |
| Sagrada Esperança | 3–2      | Royal Leopards     | 3–1 | 0–1    |
| Al-Merreikh       | 4–2      | Zanaco             | 3–0 | 1–2    |

## Sorteo
El sorteo de la Fase de grupos se celebró el 28 de diciembre de 2021 a las 11:30 GMT (13:30 hora local, UTC+2), en la sede de la CAF en El Cairo, Egipto.
| Bombo   | Bombo 1                                                                                                   | Bombo 2                                                                                      | Bombo 3                                                                                       | Bombo 4                                                                                      |
| ------- | --- | -------------------------------------------------------------------------------------------- | --------------------------------------------------------------------------------------------- | -------------------------------------------------------------------------------------------- |
| Equipos | - Al-AhlyCV (78 pts) - Espérance de Tunis (65 pts) - Wydad Casablanca (63 pts) - Raja Casablanca (54 pts) | - Zamalek (47 pts) - Mamelodi Sundowns (46 pts) - Horoya (38 pts) - Étoile du Sahel (36 pts) | - Al-Hilal (21 pts) - CR Belouizdad (15 pts) - Petro de Luanda (14.5 pts) - ES Sétif (13 pts) | - Al-Merreikh (7 pts) - Sagrada Esperança (0 pts) - Jwaneng Galaxy (0 pts) - AmaZulu (0 pts) |

## Fase de grupos
Los equipos se clasificaron de acuerdo con puntos (tres puntos por una victoria, un punto por un empate, cero puntos por una derrota). Si estaban empatado en puntos, los criterios de desempate se aplicaron en el siguiente orden (Regulaciones III. 20 y 21):
1. Puntos en partidos cara a cara entre equipos empatados;
2. Diferencia de goles en partidos cara a cara entre equipos empatados;
3. Goles anotados en partidos cara a cara entre equipos empatados;
4. Goles de visitante anotados en partidos cara a cara entre equipos empatados;
5. Si más de dos equipos están empatados, y después de aplicar todos los criterios en partidos cara a cara anteriores, un subconjunto de equipos todavía está empatado, todos los criterios en partidos cara a cara anteriores se vuelven a aplicar exclusivamente a este subconjunto de equipos;
6. Diferencia de goles en todos los partidos de grupo;
7. Goles anotados en todos los partidos del grupo;
8. Goles de visitante marcados en todos los partidos de grupo;
9. Sorteo.

### Grupo A
| Pos. | Equipo            | Pts. | PJ | G | E | P | GF | GC | Dif. | Clasificación    |     | MMS | AHL | HIL | MER |
| ---- | ----------------- | ---- | -- | - | - | - | -- | -- | ---- | ---------------- | --- | --- | --- | --- | --- |
| 1    | Mamelodi Sundowns | 16   | 6  | 5 | 1 | 0 | 10 | 2  | +8   | Cuartos de final |     | —   | 1–0 | 1–0 | 3–0 |
| 2    | Al-Ahly           | 10   | 6  | 3 | 1 | 2 | 7  | 5  | +2   | Cuartos de final |     | 0–1 | —   | 1–0 | 3–2 |
| 3    | Al-Hilal          | 4    | 6  | 1 | 1 | 4 | 4  | 8  | −4   |                  |     | 2–4 | 0–0 | —   | 1–0 |
| 4    | Al-Merreikh       | 4    | 6  | 1 | 1 | 4 | 5  | 11 | −6   |                  | 0–0 | 1–3 | 2–1 | —   |     |

 Fuente: CAF
Notas:
1. 1 2  Puntos en partidos directos: Al-Hilal 3, Al-Merreikh 3. Goles de visitante en partidos directos: Al-Hilal 1, Al-Merreikh 0.

| \| Fecha \| Estadio (Ciudad) \| Local \| Resultado \| Visitante \| \| --------------------- \| ---------------------------- \| ----------------- \| --------- \| ----------------- \| \| 11 de febrero de 2022 \| Royal Bafokeng (Rustemburgo) \| Mamelodi Sundowns \| 1 – 0 \| Al-Hilal \| \| 5 de marzo de 2022 \| Al-Salam (El Cairo) \| Al-Ahly \| 3 – 2 \| Al-Merreikh \| \| 18 de febrero de 2022 \| Al-Hilal (Omdurmán) \| Al-Hilal \| 0 – 0 \| Al-Ahly \| \| 19 de febrero de 2022 \| Al Merreikh (Omdurmán) \| Al-Merreikh \| 0 – 0 \| Mamelodi Sundowns \| \| 25 de febrero de 2022 \| Al Merreikh (Omdurmán) \| Al-Merreikh \| 2 – 1 \| Al-Hilal \| \| 26 de febrero de 2022 \| Internacional (El Cairo) \| Al-Ahly \| 0 – 1 \| Mamelodi Sundowns \| \| 11 de marzo de 2022 \| Al-Hilal (Omdurmán) \| Al-Hilal \| 1 – 0 \| Al-Merreikh \| \| 12 de marzo de 2022 \| Royal Bafokeng (Rustemburgo) \| Mamelodi Sundowns \| 1 – 0 \| Al-Ahly \| \| 18 de marzo de 2022 \| Al Merreikh (Omdurmán) \| Al-Merreikh \| 1 – 3 \| Al-Ahly \| \| 19 de marzo de 2022 \| Al-Hilal (Omdurmán) \| Al-Hilal \| 2 – 4 \| Mamelodi Sundowns \| \| 2 de abril de 2022 \| Royal Bafokeng (Rustemburgo) \| Mamelodi Sundowns \| 3 – 0 \| Al-Merreikh \| \| 3 de abril de 2022 \| Al-Salam (El Cairo) \| Al-Ahly \| 1 – 0 \| Al-Hilal \| |                              |                   |           |                   |
| Fecha | Estadio (Ciudad)             | Local             | Resultado | Visitante         |
| 11 de febrero de 2022 | Royal Bafokeng (Rustemburgo) | Mamelodi Sundowns | 1 – 0     | Al-Hilal          |
| 5 de marzo de 2022 | Al-Salam (El Cairo)          | Al-Ahly           | 3 – 2     | Al-Merreikh       |
| 18 de febrero de 2022 | Al-Hilal (Omdurmán)          | Al-Hilal          | 0 – 0     | Al-Ahly           |
| 19 de febrero de 2022 | Al Merreikh (Omdurmán)       | Al-Merreikh       | 0 – 0     | Mamelodi Sundowns |
| 25 de febrero de 2022 | Al Merreikh (Omdurmán)       | Al-Merreikh       | 2 – 1     | Al-Hilal          |
| 26 de febrero de 2022 | Internacional (El Cairo)     | Al-Ahly           | 0 – 1     | Mamelodi Sundowns |
| 11 de marzo de 2022 | Al-Hilal (Omdurmán)          | Al-Hilal          | 1 – 0     | Al-Merreikh       |
| 12 de marzo de 2022 | Royal Bafokeng (Rustemburgo) | Mamelodi Sundowns | 1 – 0     | Al-Ahly           |
| 18 de marzo de 2022 | Al Merreikh (Omdurmán)       | Al-Merreikh       | 1 – 3     | Al-Ahly           |
| 19 de marzo de 2022 | Al-Hilal (Omdurmán)          | Al-Hilal          | 2 – 4     | Mamelodi Sundowns |
| 2 de abril de 2022 | Royal Bafokeng (Rustemburgo) | Mamelodi Sundowns | 3 – 0     | Al-Merreikh       |
| 3 de abril de 2022 | Al-Salam (El Cairo)          | Al-Ahly           | 1 – 0     | Al-Hilal          |

### Grupo B
| Pos. | Equipo          | Pts. | PJ | G | E | P | GF | GC | Dif. | Clasificación    |     | RAC | SET | AMA | HOR |
| ---- | --------------- | ---- | -- | - | - | - | -- | -- | ---- | ---------------- | --- | --- | --- | --- | --- |
| 1    | Raja Casablanca | 15   | 6  | 5 | 0 | 1 | 7  | 2  | +5   | Cuartos de final |     | —   | 1–0 | 1–0 | 1–0 |
| 2    | ES Sétif        | 9    | 6  | 3 | 0 | 3 | 6  | 5  | +1   | Cuartos de final |     | 0–1 | —   | 2–0 | 3–2 |
| 3    | AmaZulu         | 7    | 6  | 2 | 1 | 3 | 3  | 6  | −3   |                  |     | 0–2 | 1–0 | —   | 1–0 |
| 4    | Horoya          | 4    | 6  | 1 | 1 | 4 | 5  | 8  | −3   |                  | 2–1 | 0–1 | 1–1 | —   |     |

 Fuente: CAF
| \| Fecha \| Estadio (Ciudad) \| Local \| Resultado \| Visitante \| \| --------------------- \| ------------------------------- \| --------------- \| --------- \| --------------- \| \| 12 de febrero de 2022 \| Général Lansana Conté (Conakri) \| Horoya \| 0 – 1 \| ES Sétif \| \| 12 de febrero de 2022 \| Mohammed V (Casablanca) \| Raja Casablanca \| 1 – 0 \| AmaZulu \| \| 18 de febrero de 2022 \| Stade 8 Mai 1945 (Sétif) \| ES Sétif \| 0 – 1 \| Raja Casablanca \| \| 18 de febrero de 2022 \| Moses Mabhida (Durban) \| AmaZulu \| 1 – 0 \| Horoya \| \| 25 de febrero de 2022 \| Moses Mabhida (Durban) \| AmaZulu \| 1 – 0 \| ES Sétif \| \| 25 de febrero de 2022 \| Mohammed V (Casablanca) \| Raja Casablanca \| 1 – 0 \| Horoya \| \| 12 de marzo de 2022 \| Général Lansana Conté (Conakri) \| Horoya \| 2 – 1 \| Raja Casablanca \| \| 12 de marzo de 2022 \| Stade 8 Mai 1945 (Sétif) \| ES Sétif \| 2 – 0 \| AmaZulu \| \| 18 de marzo de 2022 \| Moses Mabhida (Durban) \| AmaZulu \| 0 – 2 \| Raja Casablanca \| \| 18 de marzo de 2022 \| Stade 8 Mai 1945 (Sétif) \| ES Sétif \| 3 – 2 \| Horoya \| \| 1 de abril de 2022 \| Général Lansana Conté (Conakri) \| Horoya \| 1 – 1 \| AmaZulu \| \| 3 de abril de 2022 \| Mohammed V (Casablanca) \| Raja Casablanca \| 1 – 0 \| ES Sétif \| |                                 |                 |           |                 |
| Fecha | Estadio (Ciudad)                | Local           | Resultado | Visitante       |
| 12 de febrero de 2022 | Général Lansana Conté (Conakri) | Horoya          | 0 – 1     | ES Sétif        |
| 12 de febrero de 2022 | Mohammed V (Casablanca)         | Raja Casablanca | 1 – 0     | AmaZulu         |
| 18 de febrero de 2022 | Stade 8 Mai 1945 (Sétif)        | ES Sétif        | 0 – 1     | Raja Casablanca |
| 18 de febrero de 2022 | Moses Mabhida (Durban)          | AmaZulu         | 1 – 0     | Horoya          |
| 25 de febrero de 2022 | Moses Mabhida (Durban)          | AmaZulu         | 1 – 0     | ES Sétif        |
| 25 de febrero de 2022 | Mohammed V (Casablanca)         | Raja Casablanca | 1 – 0     | Horoya          |
| 12 de marzo de 2022 | Général Lansana Conté (Conakri) | Horoya          | 2 – 1     | Raja Casablanca |
| 12 de marzo de 2022 | Stade 8 Mai 1945 (Sétif)        | ES Sétif        | 2 – 0     | AmaZulu         |
| 18 de marzo de 2022 | Moses Mabhida (Durban)          | AmaZulu         | 0 – 2     | Raja Casablanca |
| 18 de marzo de 2022 | Stade 8 Mai 1945 (Sétif)        | ES Sétif        | 3 – 2     | Horoya          |
| 1 de abril de 2022 | Général Lansana Conté (Conakri) | Horoya          | 1 – 1     | AmaZulu         |
| 3 de abril de 2022 | Mohammed V (Casablanca)         | Raja Casablanca | 1 – 0     | ES Sétif        |

### Grupo C
| Pos. | Equipo             | Pts. | PJ | G | E | P | GF | GC | Dif. | Clasificación    |     | ESS | BEL | ETS | JWA |
| ---- | ------------------ | ---- | -- | - | - | - | -- | -- | ---- | ---------------- | --- | --- | --- | --- | --- |
| 1    | Espérance de Tunis | 14   | 6  | 4 | 2 | 0 | 12 | 2  | +10  | Cuartos de final |     | —   | 2–1 | 0–0 | 4–0 |
| 2    | CR Belouizdad      | 11   | 6  | 3 | 2 | 1 | 10 | 5  | +5   | Cuartos de final |     | 1–1 | —   | 2–0 | 4–1 |
| 3    | Étoile du Sahel    | 6    | 6  | 1 | 3 | 2 | 4  | 7  | −3   |                  |     | 0–2 | 0–0 | —   | 3–2 |
| 4    | Jwaneng Galaxy     | 1    | 6  | 0 | 1 | 5 | 5  | 17 | −12  |                  | 0–3 | 1–2 | 1–1 | —   |     |

 Fuente: CAF
| \| Fecha \| Estadio (Ciudad) \| Local \| Resultado \| Visitante \| \| --------------------- \| ---------------------------------- \| ------------------ \| --------- \| ------------------ \| \| 11 de febrero de 2022 \| Olímpico (Radès) \| Étoile du Sahel \| 0 – 0 \| CR Belouizdad \| \| 12 de febrero de 2022 \| Olímpico (Radès) \| Espérance de Tunis \| 4 – 0 \| Jwaneng Galaxy \| \| 19 de febrero de 2022 \| Nacional (Gaborone) \| Jwaneng Galaxy \| 1 – 1 \| Étoile du Sahel \| \| 19 de febrero de 2022 \| Estadio 5 de julio de 1962 (Argel) \| CR Belouizdad \| 1 – 1 \| Espérance de Tunis \| \| 26 de febrero de 2022 \| Olímpico (Radès) \| Espérance de Tunis \| 0 – 0 \| Étoile du Sahel \| \| 26 de febrero de 2022 \| Nacional (Gaborone) \| Jwaneng Galaxy \| 1 – 2 \| CR Belouizdad \| \| 11 de marzo de 2022 \| Estadio 5 de julio de 1962 (Argel) \| CR Belouizdad \| 4 – 1 \| Jwaneng Galaxy \| \| 12 de marzo de 2022 \| Olímpico (Radès) \| Étoile du Sahel \| 0 – 2 \| Espérance de Tunis \| \| 19 de marzo de 2022 \| Nacional (Gaborone) \| Jwaneng Galaxy \| 0 – 3 \| Espérance de Tunis \| \| 19 de marzo de 2022 \| Estadio 5 de julio de 1962 (Argel) \| CR Belouizdad \| 2 – 0 \| Étoile du Sahel \| \| 1 de abril de 2022 \| Olímpico (Radès) \| Étoile du Sahel \| 3 – 2 \| Jwaneng Galaxy \| \| 2 de abril de 2022 \| Olímpico (Radès) \| Espérance de Tunis \| 2 – 1 \| CR Belouizdad \| |                                    |                    |           |                    |
| Fecha | Estadio (Ciudad)                   | Local              | Resultado | Visitante          |
| 11 de febrero de 2022 | Olímpico (Radès)                   | Étoile du Sahel    | 0 – 0     | CR Belouizdad      |
| 12 de febrero de 2022 | Olímpico (Radès)                   | Espérance de Tunis | 4 – 0     | Jwaneng Galaxy     |
| 19 de febrero de 2022 | Nacional (Gaborone)                | Jwaneng Galaxy     | 1 – 1     | Étoile du Sahel    |
| 19 de febrero de 2022 | Estadio 5 de julio de 1962 (Argel) | CR Belouizdad      | 1 – 1     | Espérance de Tunis |
| 26 de febrero de 2022 | Olímpico (Radès)                   | Espérance de Tunis | 0 – 0     | Étoile du Sahel    |
| 26 de febrero de 2022 | Nacional (Gaborone)                | Jwaneng Galaxy     | 1 – 2     | CR Belouizdad      |
| 11 de marzo de 2022 | Estadio 5 de julio de 1962 (Argel) | CR Belouizdad      | 4 – 1     | Jwaneng Galaxy     |
| 12 de marzo de 2022 | Olímpico (Radès)                   | Étoile du Sahel    | 0 – 2     | Espérance de Tunis |
| 19 de marzo de 2022 | Nacional (Gaborone)                | Jwaneng Galaxy     | 0 – 3     | Espérance de Tunis |
| 19 de marzo de 2022 | Estadio 5 de julio de 1962 (Argel) | CR Belouizdad      | 2 – 0     | Étoile du Sahel    |
| 1 de abril de 2022 | Olímpico (Radès)                   | Étoile du Sahel    | 3 – 2     | Jwaneng Galaxy     |
| 2 de abril de 2022 | Olímpico (Radès)                   | Espérance de Tunis | 2 – 1     | CR Belouizdad      |

### Grupo D
| Pos. | Equipo            | Pts. | PJ | G | E | P | GF | GC | Dif. | Clasificación    |     | WAC | PET | ZAM | SAG |
| ---- | ----------------- | ---- | -- | - | - | - | -- | -- | ---- | ---------------- | --- | --- | --- | --- | --- |
| 1    | Wydad Casablanca  | 15   | 6  | 5 | 0 | 1 | 15 | 5  | +10  | Cuartos de final |     | —   | 5–1 | 3–1 | 3–0 |
| 2    | Petro de Luanda   | 11   | 6  | 3 | 2 | 1 | 9  | 8  | +1   | Cuartos de final |     | 2–1 | —   | 0–0 | 3–0 |
| 3    | Zamalek           | 4    | 6  | 0 | 4 | 2 | 3  | 6  | −3   |                  |     | 0–1 | 2–2 | —   | 0–0 |
| 4    | Sagrada Esperança | 2    | 6  | 0 | 2 | 4 | 1  | 9  | −8   |                  | 1–2 | 0–1 | 0–0 | —   |     |

 Fuente: CAF
| \| Fecha \| Estadio (Ciudad) \| Local \| Resultado \| Visitante \| \| --------------------- \| -------------------------------- \| ----------------- \| --------- \| ----------------- \| \| 11 de febrero de 2022 \| Mohammed V (Casablanca) \| Wydad Casablanca \| 3 – 0 \| Sagrada Esperança \| \| 12 de febrero de 2022 \| Internacional (El Cairo) \| Zamalek \| 2 – 2 \| Petro de Luanda \| \| 19 de febrero de 2022 \| Estadio 11 de Noviembre (Luanda) \| Petro de Luanda \| 2 – 1 \| Wydad Casablanca \| \| 19 de febrero de 2022 \| Estadio 11 de Noviembre (Luanda) \| Sagrada Esperança \| 0 – 0 \| Zamalek \| \| 26 de febrero de 2022 \| Estadio 11 de Noviembre (Luanda) \| Sagrada Esperança \| 0 – 1 \| Petro de Luanda \| \| 26 de febrero de 2022 \| Mohammed V (Casablanca) \| Wydad Casablanca \| 3 – 1 \| Zamalek \| \| 11 de marzo de 2022 \| Internacional (El Cairo) \| Zamalek \| 0 – 1 \| Wydad Casablanca \| \| 12 de marzo de 2022 \| Estadio 11 de Noviembre (Luanda) \| Petro de Luanda \| 3 – 0 \| Sagrada Esperança \| \| 19 de marzo de 2022 \| Estadio 11 de Noviembre (Luanda) \| Petro de Luanda \| 0 – 0 \| Zamalek \| \| 19 de marzo de 2022 \| Estadio 11 de Noviembre (Luanda) \| Sagrada Esperança \| 1 – 2 \| Wydad Casablanca \| \| 1 de abril de 2022 \| Internacional (El Cairo) \| Zamalek \| 0 – 0 \| Sagrada Esperança \| \| 2 de abril de 2022 \| Mohammed V (Casablanca) \| Wydad Casablanca \| 5 – 1 \| Petro de Luanda \| |                                  |                   |           |                   |
| Fecha | Estadio (Ciudad)                 | Local             | Resultado | Visitante         |
| 11 de febrero de 2022 | Mohammed V (Casablanca)          | Wydad Casablanca  | 3 – 0     | Sagrada Esperança |
| 12 de febrero de 2022 | Internacional (El Cairo)         | Zamalek           | 2 – 2     | Petro de Luanda   |
| 19 de febrero de 2022 | Estadio 11 de Noviembre (Luanda) | Petro de Luanda   | 2 – 1     | Wydad Casablanca  |
| 19 de febrero de 2022 | Estadio 11 de Noviembre (Luanda) | Sagrada Esperança | 0 – 0     | Zamalek           |
| 26 de febrero de 2022 | Estadio 11 de Noviembre (Luanda) | Sagrada Esperança | 0 – 1     | Petro de Luanda   |
| 26 de febrero de 2022 | Mohammed V (Casablanca)          | Wydad Casablanca  | 3 – 1     | Zamalek           |
| 11 de marzo de 2022 | Internacional (El Cairo)         | Zamalek           | 0 – 1     | Wydad Casablanca  |
| 12 de marzo de 2022 | Estadio 11 de Noviembre (Luanda) | Petro de Luanda   | 3 – 0     | Sagrada Esperança |
| 19 de marzo de 2022 | Estadio 11 de Noviembre (Luanda) | Petro de Luanda   | 0 – 0     | Zamalek           |
| 19 de marzo de 2022 | Estadio 11 de Noviembre (Luanda) | Sagrada Esperança | 1 – 2     | Wydad Casablanca  |
| 1 de abril de 2022 | Internacional (El Cairo)         | Zamalek           | 0 – 0     | Sagrada Esperança |
| 2 de abril de 2022 | Mohammed V (Casablanca)          | Wydad Casablanca  | 5 – 1     | Petro de Luanda   |

## Fase final

### Equipos clasificados
| Grupo | Primeros           | Segundos        |
| ----- | ------------------ | --------------- |
| A     | Mamelodi Sundowns  | Al-Ahly         |
| B     | Raja Casablanca    | ES Sétif        |
| C     | Espérance de Tunis | CR Belouizdad   |
| D     | Wydad Casablanca   | Petro de Luanda |

### Cuadro de desarrollo
Los 8 equipos clasificados fueron divididos en cuatro enfrentamientos a eliminación directa a partidos de ida y vuelta. Se tomó el criterio de la regla del gol de visitante en caso de igualar en el marcador global, de persistir el empate se jugaba directamente una tanda de penales, en consecuencia en ninguna instancia hubo tiempo extra.
El sorteo de la fase final (cuartos de final y semifinales) se llevó a cabo el 5 de abril de 2022.
|  | Cuartos de final   | Cuartos de final | Cuartos de final | Cuartos de final |   |                  | Semifinales | Semifinales | Semifinales | Semifinales |  |         | Final | Final |  |
|  |                    |                  |                  |                  |   |                  |             |             |             |             |  |         |       |       |  |
|  |                    |                  |                  |                  |   |                  |             |             |             |             |  |         |       |       |  |
|  | Espérance de Tunis | 0                | 0                | 0                |   |                  |             |             |             |             |  |         |       |       |  |
|  | Espérance de Tunis | 0                | 0                | 0                |   |                  |             |             |             |             |  |         |       |       |  |
|  | Sétif              | 0                | 1                | 1                |   |                  |             |             |             |             |  |         |       |       |  |
|  | Sétif              | 0                | 1                | 1                |   | Sétif            | 0           | 2           | 2           |             |  |         |       |       |  |
|  |                    |                  |                  |                  |   | Sétif            | 0           | 2           | 2           |             |  |         |       |       |  |
|  |                    |                  | Al-Ahly          | 4                | 2 | 6                |             |             |             |             |  |         |       |       |  |
|  | Raja Casablanca    | 1                | Al-Ahly          | 4                | 2 | 6                | 1           | 2           |             |             |  |         |       |       |  |
|  | Raja Casablanca    | 1                |                  |                  |   |                  |             |             |             |             |  |         |       |       |  |
|  | Al-Ahly            | 2                | 1                | 3                |   |                  |             |             |             |             |  |         |       |       |  |
|  | Al-Ahly            | 2                | 1                | 3                |   |                  |             |             |             |             |  | Al-Ahly | 0     |       |  |
|  |                    |                  |                  |                  |   |                  |             |             |             |             |  | Al-Ahly | 0     |       |  |
|  |                    |                  | Wydad Casablanca | 2                |   |                  |             |             |             |             |  |         |       |       |  |
|  | Wydad Casablanca   | 1                | Wydad Casablanca | 2                | 0 | 1                |             |             |             |             |  |         |       |       |  |
|  | Wydad Casablanca   | 1                |                  |                  |   |                  |             |             |             |             |  |         |       |       |  |
|  | CR Belouizdad      | 0                | 0                | 0                |   |                  |             |             |             |             |  |         |       |       |  |
|  | CR Belouizdad      | 0                | 0                | 0                |   | Wydad Casablanca | 3           | 1           | 4           |             |  |         |       |       |  |
|  |                    |                  |                  |                  |   | Wydad Casablanca | 3           | 1           | 4           |             |  |         |       |       |  |
|  |                    |                  | Petro de Luanda  | 1                | 1 | 2                |             |             |             |             |  |         |       |       |  |
|  | Mamelodi Sundowns  | 1                | Petro de Luanda  | 1                | 1 | 2                | 1           | 2           |             |             |  |         |       |       |  |
|  | Mamelodi Sundowns  | 1                |                  |                  |   |                  |             |             |             |             |  |         |       |       |  |
|  | Petro de Luanda    | 2                | 1                | 3                |   |                  |             |             |             |             |  |         |       |       |  |
|  | Petro de Luanda    | 2                | 1                | 3                |   |                  |             |             |             |             |  |         |       |       |  |
|  |                    |                  |                  |                  |   |                  |             |             |             |             |  |         |       |       |  |

### Cuartos de final
Raja Casablanca – Al-Ahly
| Ida; 16 de abril de 2022 | Al-Ahly                             | 2:1 (2:1) | Raja Casablanca | Estadio Al-Salam, El Cairo            |                                       |
| 22:00 (UTC+2)            | El Solia 13' (pen.) · El Shahat 23' | Reporte   | Azrida 45+1'    | Árbitro(s): Jean Jacques Ndala Ngambo | Árbitro(s): Jean Jacques Ndala Ngambo |

| Vuelta; 22 de abril de 2022 | Raja Casablanca | 1:1 (1:1) (Global 2:3) | Al-Ahly        | Estadio Mohammed V, Casablanca |                              |
| 22:00 (UTC±0)               | Ngoma 5'        | Reporte                | Abdelmonem 44' | Árbitro(s): Maguette N'Diaye   | Árbitro(s): Maguette N'Diaye |

- Al-Ahly clasifica a Semifinales con un resultado global de 3–2.

Espérance de Tunis – ES Sétif
| Ida; 15 de abril de 2022 | ES Sétif | 0:0     | Espérance de Tunis | Estadio 5 de julio de 1962, Argel |                          |
| 22:00 (UTC+1)            |          | Reporte |                    | Árbitro(s): Victor Gomes          | Árbitro(s): Victor Gomes |

| Vuelta; 22 de abril de 2022 | Espérance de Tunis | 0:1 (0:1) (Global 0:1) | ES Sétif   | Estadio Olímpico, Radès    |                            |
| 22:00 (UTC+1)               |                    | Reporte                | Djabou 21' | Árbitro(s): Redouane Jiyed | Árbitro(s): Redouane Jiyed |

- ES Sétif clasifica a Semifinales con un resultado global de 1–0.

Wydad Casablanca – CR Belouizdad
| Ida; 16 de abril de 2022 | CR Belouizdad | 0:1 (0:0) | Wydad Casablanca | Estadio 5 de julio de 1962, Argel     |                                       |
| 22:00 (UTC+1)            |               | Reporte   | Mbenza 46'       | Árbitro(s): Pacifique Ndabihawenimana | Árbitro(s): Pacifique Ndabihawenimana |

| Vuelta; 23 de abril de 2022 | Wydad Casablanca | 0:0 (Global 1:0) | CR Belouizdad | Estadio Mohammed V, Casablanca |                       |
| 22:00 (UTC±0)               |                  | Reporte          |               | Árbitro(s): Amin Omar          | Árbitro(s): Amin Omar |

- Wydad Casablanca clasifica a Semifinales con un resultado global de 1–0.

Mamelodi Sundowns – Petro de Luanda
| Ida; 16 de abril de 2022 | Petro de Luanda               | 2:1 (2:1) | Mamelodi Sundowns | Estadio 11 de Noviembre, Luanda |                           |
| 17:00 (UTC+1)            | Tiago Azulão 16' · Yano 45+1' | Reporte   | Lakay 6'          | Árbitro(s): Janny Sikazwe       | Árbitro(s): Janny Sikazwe |

| Vuelta; 23 de abril de 2022 | Mamelodi Sundowns | 1:1 (0:0) (Global 2:3) | Petro de Luanda         | Estadio FNB, Johannesburgo        |                                   |
| 18:00 (UTC+2)               | Onyango 49'       | Reporte                | Tiago Azulão 64' (pen.) | Árbitro(s): Bamlak Tessema Weyesa | Árbitro(s): Bamlak Tessema Weyesa |

- Petro de Luanda clasifica a Semifinales con un resultado global de 3–2.

### Semifinales
ES Sétif – Al-Ahly
| Ida; 7 de mayo de 2022 | Al-Ahly                                    | 4:0 (1:0) | ES Sétif | Estadio Al-Salam, El Cairo        |                                   |
| 21:00 (UTC+2)          | Tau 30', 90' · T. Mohamed 54' · Sherif 72' | Reporte   |          | Árbitro(s): Bamlak Tessema Weyesa | Árbitro(s): Bamlak Tessema Weyesa |

| Vuelta; 14 de mayo de 2022 | ES Sétif                   | 2:2 (1:1) (Global 2:6) | Al-Ahly                  | Estadio 5 de julio de 1962, Argel |                         |
| 20:00 (UTC+1)              | Kendouci 45' · Benayad 61' | Reporte                | Radwan 2' · Sherif 90+2' | Árbitro(s): Sadok Selmi           | Árbitro(s): Sadok Selmi |

- Al-Ahly clasifica a la Final con un resultado global de 6–2.

Wydad Casablanca – Petro de Luanda
| Ida; 7 de mayo de 2022 | Petro de Luanda | 1:3 (0:2) | Wydad Casablanca                                   | Estadio 11 de Noviembre, Luanda |                              |
| 14:00 (UTC+1)          | Job 81'         | Reporte   | Tiago Azulão 16' (a.g.) · Jabrane 45' · Mbenza 68' | Árbitro(s): Mustapha Ghorbal    | Árbitro(s): Mustapha Ghorbal |

| Vuelta; 13 de mayo de 2022 | Wydad Casablanca | 1:1 (1:1) (Global 4:2) | Petro de Luanda | Estadio Mohammed V, Casablanca |                          |
| 19:00 (UTC±0)              | Farhane 28'      | Reporte                | Gleison 21'     | Árbitro(s): Victor Gomes       | Árbitro(s): Victor Gomes |

- Wydad Casablanca clasifica a la Final con un resultado global de 4–2.

### Final
| 30 de mayo de 2022 | Al-Ahly | 0:2 (0:1) | Wydad Casablanca     | Estadio Mohammed V, Casablanca |                          |
| 20:00 (UTC+1)      |         | Reporte   | El-Moutaraji 7', 48' | Árbitro(s): Victor Gomes       | Árbitro(s): Victor Gomes |

#### Ficha del partido
| 1          | POR        | Mohamed El-Shenawy |     |
| 12         | DEF        | Ayman Ashraf       |     |
| 6          | DEF        | Yasser Ibrahim     |     |
| 21         | DEF        | Ali Maâloul        |     |
| 30         | DEF        | Mohamed Hany       | 71' |
| 14         | MED        | Hussein El Shahat  | 52' |
| 8          | MED        | Hamdy Fathy        | 71' |
| 15         | MED        | Aliou Dieng        | 84' |
| 35         | MED        | Ahmed Abdel Kader  | 52' |
| 23         | DEL        | Percy Tau          |     |
| 27         | DEL        | Taher Mohamed      |     |
| Entrenador | Entrenador | Pitso Mosimane     |     |

| 26         | POR        | Ahmed Reda Tagnaouti |       |
| 14         | DEF        | Yahia Attiyat Allah  |       |
| 3          | DEF        | Achraf Dari          |       |
| 22         | DEF        | Ayoub El Amloud      |       |
| 25         | DEF        | Amine Farhane        |       |
| 15         | MED        | Jalal Daoudi         | 90+5' |
| 5          | MED        | Yahya Jabrane        |       |
| 10         | MED        | Ayman El Hassouni    | 90'   |
| 7          | DEL        | Zouhair El-Moutaraji | 83'   |
| 9          | DEL        | Guy Mbenza           | 84'   |
| 19         | DEL        | Reda Jaadi           | 90+1' |
| Entrenador | Entrenador | Walid Regragui       |       |

| 10 | DEL | Mohamed Sherif | 52' |
| 19 | MED | Mohamed Magdy  | 52' |
| 18 | DEL | Salah Mohsen   | 71' |
| 17 | MED | Amr El Solia   | 71' |
| 11 | MED | Walid Soliman  | 84' |

| 40 | DEF | Juvhel Tsoumou   | 83'   |
| 13 | MED | Abdellah Haimoud | 84'   |
| 17 | DEL | Badie Aouk       | 90'   |
| 6  | MED | Anas Serrhat     | 90+1' |
| 16 | DEL | Hamza Asrir      | 90+5' |

| Anotado | 15' | Zouhair El-Moutaraji | 0–1 |
| Anotado | 48' | Zouhair El-Moutaraji | 0–2 |

| Amonestado | 56' | Aliou Dieng |

| Amonestado | 44' | Amine Farhane |

| Expulsado | 90+2' | Ramy Rabia |

| Árbitro             | Victor Gomes               |
| Árbitros asistentes | Zakhele Siwela             |
| Árbitros asistentes | Souru Phatsoane            |
| Cuarto árbitro      | Hélder Martins de Carvalho |

| 1          | POR        | Mohamed El-Shenawy |     |
| 12         | DEF        | Ayman Ashraf       |     |
| 6          | DEF        | Yasser Ibrahim     |     |
| 21         | DEF        | Ali Maâloul        |     |
| 30         | DEF        | Mohamed Hany       | 71' |
| 14         | MED        | Hussein El Shahat  | 52' |
| 8          | MED        | Hamdy Fathy        | 71' |
| 15         | MED        | Aliou Dieng        | 84' |
| 35         | MED        | Ahmed Abdel Kader  | 52' |
| 23         | DEL        | Percy Tau          |     |
| 27         | DEL        | Taher Mohamed      |     |
| Entrenador | Entrenador | Pitso Mosimane     |     |

| 26         | POR        | Ahmed Reda Tagnaouti |       |
| 14         | DEF        | Yahia Attiyat Allah  |       |
| 3          | DEF        | Achraf Dari          |       |
| 22         | DEF        | Ayoub El Amloud      |       |
| 25         | DEF        | Amine Farhane        |       |
| 15         | MED        | Jalal Daoudi         | 90+5' |
| 5          | MED        | Yahya Jabrane        |       |
| 10         | MED        | Ayman El Hassouni    | 90'   |
| 7          | DEL        | Zouhair El-Moutaraji | 83'   |
| 9          | DEL        | Guy Mbenza           | 84'   |
| 19         | DEL        | Reda Jaadi           | 90+1' |
| Entrenador | Entrenador | Walid Regragui       |       |

| 10 | DEL | Mohamed Sherif | 52' |
| 19 | MED | Mohamed Magdy  | 52' |
| 18 | DEL | Salah Mohsen   | 71' |
| 17 | MED | Amr El Solia   | 71' |
| 11 | MED | Walid Soliman  | 84' |

| 40 | DEF | Juvhel Tsoumou   | 83'   |
| 13 | MED | Abdellah Haimoud | 84'   |
| 17 | DEL | Badie Aouk       | 90'   |
| 6  | MED | Anas Serrhat     | 90+1' |
| 16 | DEL | Hamza Asrir      | 90+5' |

| Anotado | 15' | Zouhair El-Moutaraji | 0–1 |
| Anotado | 48' | Zouhair El-Moutaraji | 0–2 |

| Amonestado | 56' | Aliou Dieng |

| Amonestado | 44' | Amine Farhane |

| Expulsado | 90+2' | Ramy Rabia |

| Árbitro             | Victor Gomes               |
| Árbitros asistentes | Zakhele Siwela             |
| Árbitros asistentes | Souru Phatsoane            |
| Cuarto árbitro      | Hélder Martins de Carvalho |

|                                      |
| Bandera de Marruecos                 |
| Campeón Wydad Casablanca 3.er título |